# Michał Boni

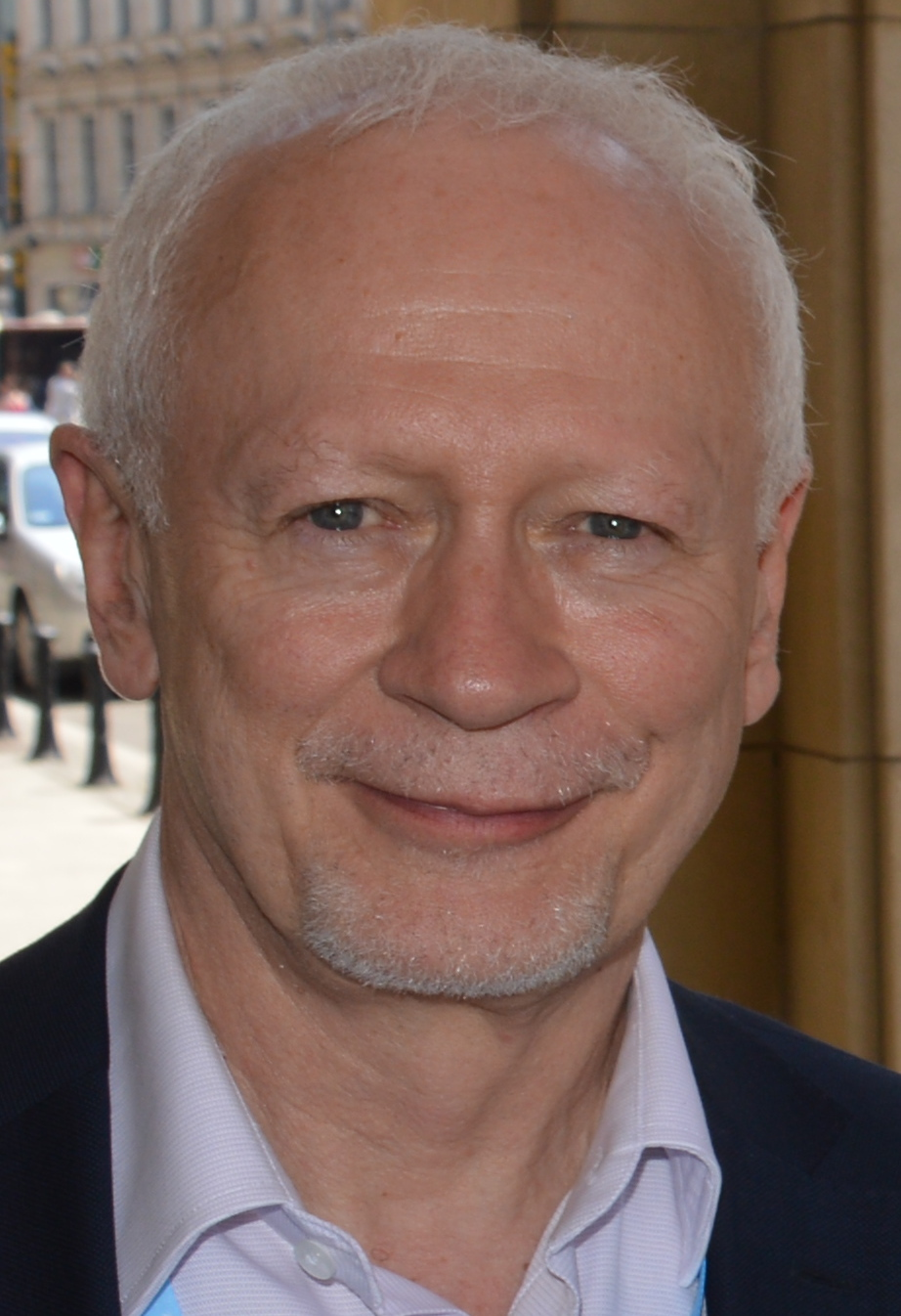
Michał Boni, 2015

Michał Jan Boniⓘ (* 10. Juni 1954 in Posen) ist ein polnischer Politiker (PO). Er war von 2014 bis 2019 Mitglied des Europäischen Parlaments. Zuvor war er von 2011 bis 2013 Minister für Verwaltung und Digitalisierung. Von 1991 bis 1993 hatte er dem ersten vollständig demokratisch gewählten Sejm für den Kongres Liberalno-Demokratyczny angehört.

## Leben und Politik
Michał Boni hat am Fachbereich Polonistik der Universität Warschau studiert und 1977 schloss er das Kulturwissenschaftsstudium ab. Anschließend war er bis 1990 wissenschaftlicher Mitarbeiter am Lehrstuhl für polnische Kultur der Universität Warschau und wurde dort 1986 promoviert. 1980 schloss sich Boni der Solidarność an, wurde 1982 Mitarbeiter der Gewerkschaftszeitung Wola und war vom März 1983 bis September 1989 deren Chefredakteur.
Nach dem politischen Umbruch war er 1990 Unterstaatssekretär im Ministerium für Arbeit und Soziales, von Januar bis Dezember 1991 dessen Minister (im Kabinett Bielecki). Bei den Wahlen 1991 wurde Michał Boni auf der Liste des Kongres Liberalno-Demokratyczny (KLD; Liberal-Demokratischer Kongress) in den I. Sejm der Dritten Polnischen Republik gewählt. Von 1992 bis 1993 war er in der Regierung von Hanna Suchocka erneut Unterstaatssekretär im Arbeits- und Sozialministerium. Nachdem die KLD bei der Parlamentswahl 1993 an der neu eingeführten Sperrklausel gescheitert war, fusionierte sie 1994 mit der Unia Demokratyczna zur Unia Wolności (UW), deren Mitglied Boni bis 2005 war. Zeitweise war er Vorsitzender des Parteiverbands in der Woiwodschaft Masowien. 1994 bis 1996 gehörte er dem Gemeinderat der Gemeinde Warschau-Zentrum an (Warschau war zu dieser Zeit in verschiedene Gminy gegliedert). Zugleich war er von 1994 bis 2007/2008 Berater des Fonds Enterprise Investors. Von 1996 bis 1997 war er Direktor und Mitglied des Teams des Instituts für Öffentliche Angelegenheiten.
Von 1998 bis 2001 fungierte Michał Boni als leitender Berater des Ministers für Arbeit und Sozialpolitik Longin Komołowski (AWS). Er war einer der Experten für die Erstellung des nationalen Entwicklungsplans 2007–2013. 2008 wurde er Staatssekretär in der Kanzlei des Ministerpräsidenten Donald Tusk (PO) und Leiter der Gruppe von Strategieberatern der Regierung. Am 15. Januar 2009 wurde er in den Ministerrat aufgenommen. Am 18. November 2011 wurde Michał Boni zum Minister für Öffentliche Verwaltung und Digitalisierung ernannt. Er übte dieses Amt bis zum 27. Dezember 2013 aus.
Bei der Europawahl 2014 wurde er für die Platforma Obywatelska in das Europäische Parlament gewählt. Dort saß er in der christdemokratischen EVP-Fraktion, war Mitglied im Ausschuss für bürgerliche Freiheiten, Justiz und Inneres und stellvertretender Vorsitzender der Delegation im Parlamentarischen Assoziationsausschuss EU-Moldau. 2019 verpasste er die Wiederwahl.
Michał Boni ist in dritter Ehe verheiratet. In erster Ehe war er mit der Schriftstellerin Anna Nasiłowska verheiratet. Mitte der 1980er Jahre heiratete er Barbara Engelking, die spätere Gründerin und Leiterin des Zentrums zur Erforschung des Holocaust in Warschau. In dritter Ehe ist er mit Hanna Jahns verheiratet.

## Mitarbeit im polnischen Geheimdienst
1992 wurde er auf der sogenannten Macierewicz-Liste als Mitarbeiter des Służba Bezpieczeństwa, des Geheimdiensts der Volksrepublik, geführt. Als dies 2007 öffentlich wurde, erklärte Boni, dass er von Mitarbeitern des Geheimdienstes unter Druck gesetzt worden sei. Nach Aussage von Boni wurde er erpresst, indem ihm gedroht wurde, dass sein Ehebruch bekannt gemacht würde und sein dreijähriges Kind in ein Kinderheim des Geheimdienstes kommen würde. Er entschuldigte sich, dass er seine Kollegen nicht informiert hat.

## Ehrungen
- 2014 Komturkreuz des Ordens Polonia Restituta[14]
- 2015 Ukrainischer Verdienstorden III. Klasse[15]